# Rio All Suite Hotel and Casino
Il Rio All Suite Hotel and Casino è un hotel e casinò di Las Vegas, situato nel census-designated place di Paradise (Nevada).
Conosciuto anche come The Rio, venne aperto ufficialmente il 15 gennaio 1990 dalla Harrah's Entertainment, oggi denominata "Caesars Entertainment Corporation". Deve il suo nome alla città di Rio de Janeiro: il casinò è infatti ispirato alla cultura brasiliana.
L'hotel dispone di 2.522 stanze (dai 56 ai 1.200 m²) mentre l'area destinata al gioco è ampia 11.000 m². Il Rio è stato rinnovato nel 2005 e nel 2007.
Dal 2005 il Rio All Suite Hotel and Casino ospita le World Series of Poker, trasferite dal 2022 all'Horseshoe.